# Unevine
Unevine (cyr. Уневине) – wieś w Czarnogórze, w gminie Bijelo Polje. W 2011 roku liczyła 280 mieszkańców.